# Helena Piereśko
Helena Piereśko z domu Gorzkowska (ur. 28 sierpnia 1913 w Brokowie, zm. 4 lutego 1971) – polska nauczycielka, posłanka na Sejm PRL III kadencji.

## Życiorys
Córka Władysława. Uzyskała wykształcenie wyższe niepełne, z zawodu była nauczycielką. Należała do Związku Nauczycielstwa Polskiego, w którym pełniła funkcję sekretarz Zarządu Okręgowego ZNP w Białymstoku. Wstąpiła do Zjednoczonego Stronnictwa Ludowego. W 1961 została posłanką na Sejm PRL z okręgu Białystok, w parlamencie zasiadała w Komisji Pracy i Spraw Socjalnych. W 1965 została wybrana radną Wojewódzkiej Rady Narodowej w Białymstoku.
W 1954 została odznaczona Medalem 10-lecia Polski Ludowej.
Została pochowana na Cmentarzu Farnym w Białymstoku.